# Przezchlebie

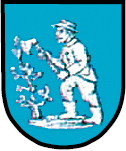
Nieoficjalny herb wsi Przezchlebie

Przezchlebie (od 10 marca 1947; od 27 listopada 1945 do 10 stycznia 1947 Bezchlebie, od 10 stycznia 1947 do 10 marca 1947 Brzezchlebie; niem. Preschlebie) – wieś w Polsce położona w województwie śląskim, w powiecie tarnogórskim, w gminie Zbrosławice.
We wsi był przystanek kolejowy Przezchlebie.
W latach 1975–1998 miejscowość należała administracyjnie do województwa katowickiego.

## Nazwa
W alfabetycznym spisie miejscowości z terenu Śląska wydanym w 1830 roku we Wrocławiu przez Johanna Knie miejscowość występuje pod nazwą Przezchlebie. Ze względu na słowiańskie pochodzenie nazwy w okresie hitlerowskiego reżimu w latach 1933–1945 nazwę miejscowości zmieniono na Sandwiesen.